# Clara Hughes

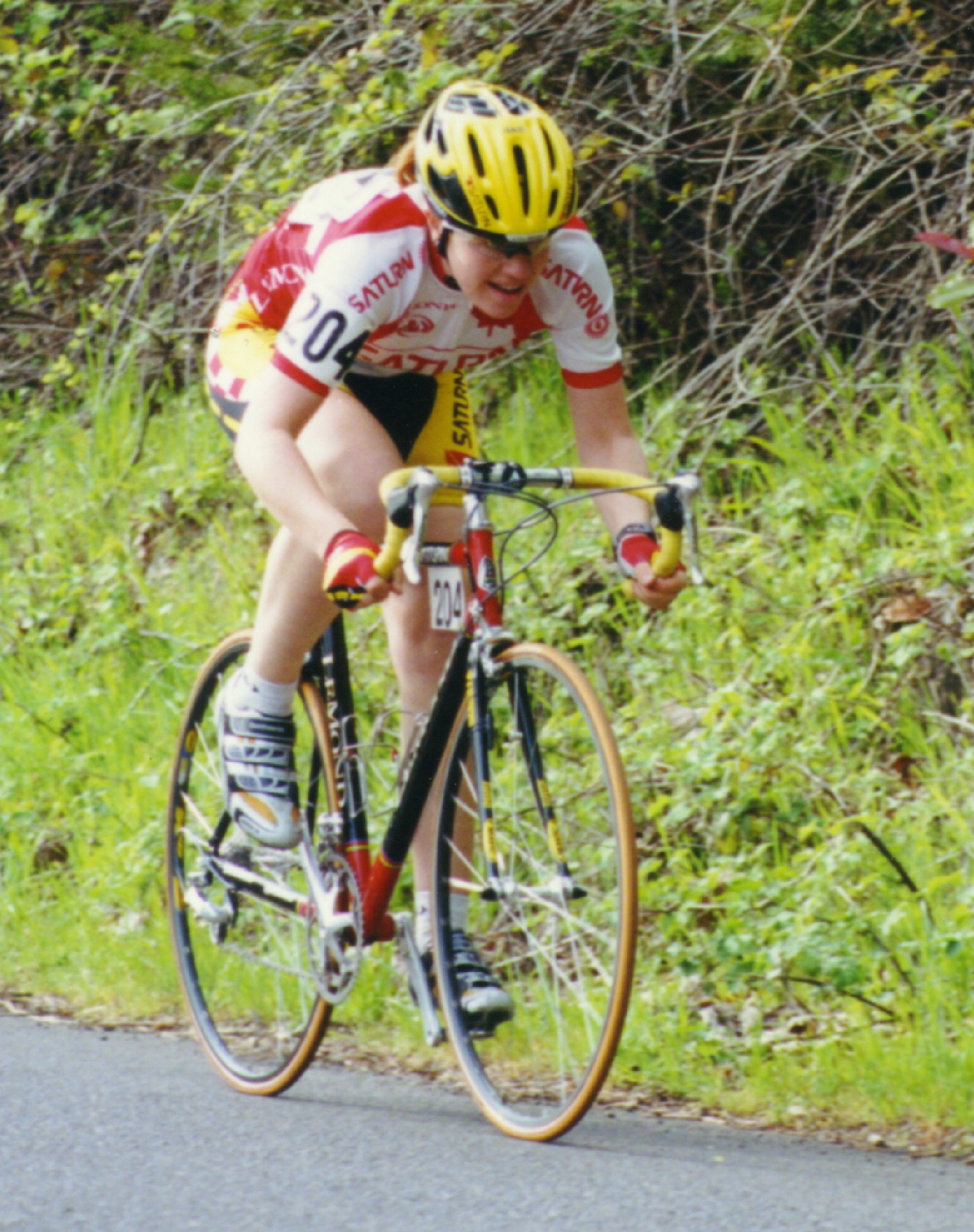
Clara Hughes al 2000

Clara Hughes   (Winnipeg, 27 de setembre de 1972) és una ciclista i patinadora de velocitat sobre gel canadenca, ja retirada, guanyadora de sis medalles olímpiques entre els Jocs Olímpics d'estiu i d'hivern, sent una dels sis esportistes que ha aconseguit aquesta fita al llarg de la història i l'única que ho ha fet en més d'una ocasió en ambdós Jocs.

## Carrera esportiva

### Ciclisme
Va iniciar la seva activitat professional en el món del ciclisme, destacant en el Campionat del Món de ciclisme en contrarellotge femení, on va aconseguir la medalla de plata l'any 1995 amb 18 anys. Posteriorment en els Jocs Olímpics d'Estiu de 1996 realitzats a Atlanta (Estats Units) aconseguí guanyar la medalla de bronze en la prova en ruta individual i la prova contrarellotge. En els Jocs Olímpics d'Estiu de 2000 realitzats a Sydney (Austràlia) tornà a participar en aquestes dues proves, finalitzant quaranta-tresena en la prova en ruta i sisena en la prova contrarellotge, guanyant així un diploma olímpic.
Al llarg de la seva carrera guanyà, així mateix, dues medalles en els Jocs de la Commonwealth, una d'elles d'or, i cinc medalles en els Jocs Panamericans, una d'elles d'or.

### Patinatge de velocitat
De ben petita havia començat a practicar el patinatge de velocitat sobre gel, si bé no fou fins al 2000 quan inicià la pràctica d'aquest esport de forma professional.
Va participar en els Jocs Olímpics d'Hivern de 2002 realitzats a Salt Lake City (Estats Units), on va aconseguir guanyar la medalla de bronze en la prova de 5.000 metres, i finalitzà desena en la prova de 3.000 metres. en els Jocs Olímpics d'Hivern de 2006 realitzats a Torí (Itàlia) aconseguí guanyar la medalla d'or en la prova dels 5.000 metres, finalitzant així mateix novena en la prova de 3.000 metres. En aquests mateixos Jocs aconseguí guanyar la medalla de plata en la prova de persecució per equips femenins. En els Jocs Olímpics d'Hivern de 2010 realitzats a Vancouver (Canadà) aconseguí una nova medalla de bronze en la prova dels 5.000 metres de velocitat, i guanyà un diploma olímpic en la prova dels 3.000 metres en finalitzar cinquena.
Al llarg de la seva carrera ha guanyat sis medalles en el Campionat del Món de patinatge de velocitat, una d'elles d'or.

## Reconeixements
El 2006 va ser guardonada amb la medalla d'honor de l'Assemblea Nacional.

## Palmarès en ciclisme
- 1992
  -  Campiona del Canadà en ruta
  - 1a a la Japan Cup
- 1993
  -  Campiona del Canadà en contrarellotge
  - Vencedora d'una etapa al Tour de la CEE
- 1994
  -  Campiona del Canadà en contrarellotge
  - 1a a la Women's Challenge i vencedora de 2 etapes
  - Vencedora de 2 etapes al Tour de l'Aude
  - Vencedora d'una etapa al Tour ciclista femení
- 1995
  -  Campiona del Canadà en contrarellotge
  - 1a a la Liberty Classic
  - Vencedora de 2 etapes al Tour de l'Aude
- 1996
  -  Medalla de bronze als Jocs Olímpics d'Atlanta en ruta
  -  Medalla de bronze als Jocs Olímpics d'Atlanta en contrarellotge
  - Vencedora de 2 etapes a la Women's Challenge
  - Vencedora d'una etapa al Tour de Toona
- 1998
  - 1a al Sea Otter Classic i vencedora de 2 etapes
  - Vencedora d'una etapa al Tour de Snowy
- 1999
  -  Campiona del Canadà en ruta
  -  Campiona del Canadà en contrarellotge
- 2000
  -  Campiona del Canadà en contrarellotge
  - Vencedora d'una etapa al Redlands Bicycle Classic
  - Vencedora d'una etapa al Tour de l'Aude
- 2003
  - Medalla d'or als Jocs Panamericans en Puntuació
- 2011
  -  Campiona del Canadà en contrarellotge
  - 1a al Tour de Gila
  - 1a a la Chrono Gatineau
  - Vencedora d'una etapa a la Cascade Cycling Classic
  - Vencedora d'una etapa al Mount Hood Cycling Classic
- 2012
  -  Campiona del Canadà en contrarellotge
  - 1a a la Chrono Gatineau